# Dílar (kommunhuvudort)
Dílar är en kommunhuvudort i Spanien. Den ligger i provinsen Provincia de Granada och regionen Andalusien, i den södra delen av landet, 400 km söder om huvudstaden Madrid. Dílar ligger 892 meter över havet och antalet invånare är 1 659.
Terrängen runt Dílar är kuperad åt sydost, men åt nordväst är den platt. Runt Dílar är det ganska tätbefolkat, med 65 invånare per kvadratkilometer. Närmaste större samhälle är Granada, 12,8 km norr om Dílar. Trakten runt Dílar består till största delen av jordbruksmark.